# Білинівка
Біли́нівка — село в Україні, у Гримайлівській селищній громаді Чортківського району Тернопільської області. Розташоване на річці Тайна, на сході району.
До с. Білинівка від 1958 р. належить хутір Лежанівський (Колонія). Населення — 61 особа (2003). Станом на 2019 рік - 9 осіб.

## Географія
Село розташоване на березі річки Гнила. За 2 км на південь від села проліг автошлях Тернопіль-Гусятин, від якого відгалужена ґрунтова дорога до Білинівки через хутір Лежанівський.

## Історія
Назва села походить, імовірно, від господарської діяльності місцевих жителів — «вибілювати полотно», що здійснювали на берегах ставків. Вгорі герба зображено відбілене полотно (герб є промовистий).
Перша письмова згадка про Білинівку походить з 1415 року.
Унаслідок Першого поділу Речі Посполитої 1772 року село відійшло до монархії Габсбургів (з 1804 року Австрійської, з 1867 — Австро-Угорської імперій) (Тернопільський округ); від 1822 року — у власності Леопольда Пельтенберґа.
Протягом 1863—1920 рр. село належало до Скалатського повіту. З кінця 19 століття населеним пунктом володіла українська родина Федоровичів із сусіднього села Вікно, яка збудувала в Білинівці млин, читальню товариства «Просвіти» (1910), міст через річку Гнила до села Зелене.
У листопаді 1918 року в Білинівці проголошено владу ЗУНР; восени 1920 р. встановлено польську владу. 
Протягом 1921—1939 рр. село — Скалатського повіту Тернопільського воєводства. 
1 серпня 1934 року село увійшло до складу новоутвореної сільської гміни Гримайлів.
У листопаді 1937 р. за постановою наркома НКВС у м. Вінниця розстріляний будівельник, уродженець села Олексій Білинський (нар. 1894).
Після 17 вересня 1939 р. у Білинівці встановлена радянська влада. Зі січня 1940 р. до березня 1959 р. село належало до Гримайлівського району. Від 6 липня 1941 р. до 23 березня 1944 р. — під нацистською окупацією.
У роки німецько-радянської війни в Червоній армії на території Польщі загинув Василь Фік (1906—1944). 
24 лютого 1944 – у с. Білинівка  кущовий загін самооборони знищив 4 радянських партизан, які займалися мародерством.
За участь у національно-визвольній боротьбі українського народу середини XX ст. до 10 р. ув'язнення був засуджений Іван Мандзюк (1906 — ?), покарання відбував у Комі АРСР (нині Російська Федерація).
Підпорядковувалося Лежанівській сільраді. Від грудня 2016 року ввійшло у склад Гримайлівської селищної громади.
12 червня 2020 року, відповідно до розпорядження Кабінету Міністрів України № 724-р «Про визначення адміністративних центрів та затвердження територій територіальних громад Тернопільської області» увійшло до складу Гримайлівської селищної громади.
19 липня 2020 року, в результаті адміністративно-територіальної реформи та ліквідації Гусятинського району, село увійшло до складу новоутвореного Чортківського району.

## Населення
Згідно з переписом УРСР 1989 року чисельність наявного населення села становила 114 осіб, з яких 55 чоловіків та 59 жінок.
За переписом населення України 2001 року в селі мешкало 59 осіб. 100 % населення вказало своєю рідною мовою українську мову.
У 2003 році в селі проживала 61 особа. У 2014 — 36 осіб ; 2019 - 9 осіб.

### Мова
Розподіл населення за рідною мовою за даними перепису 2001 року:
| Мова       | Кількість | Відсоток |
| ---------- | --------- | -------- |
| українська | 59        | 100%     |

## Пам'ятки
- Споруджена капличка Пресвятої Богородиці (1990)
- Насипана символічна могила УСС (1990).

## Відомі люди

### Народилися
- Грошовий Тарас Андрійович — український вчений у галузі фармації, доктор фармацевтичних наук (1989), професор (1991)[9].
- Федорович Володислав — український галицький земельний магнат, публіцист, культурно-просвітницький, громадсько-політичний діяч, меценат[10].
- Федорович Іван Андрійович[11]

## Галерея

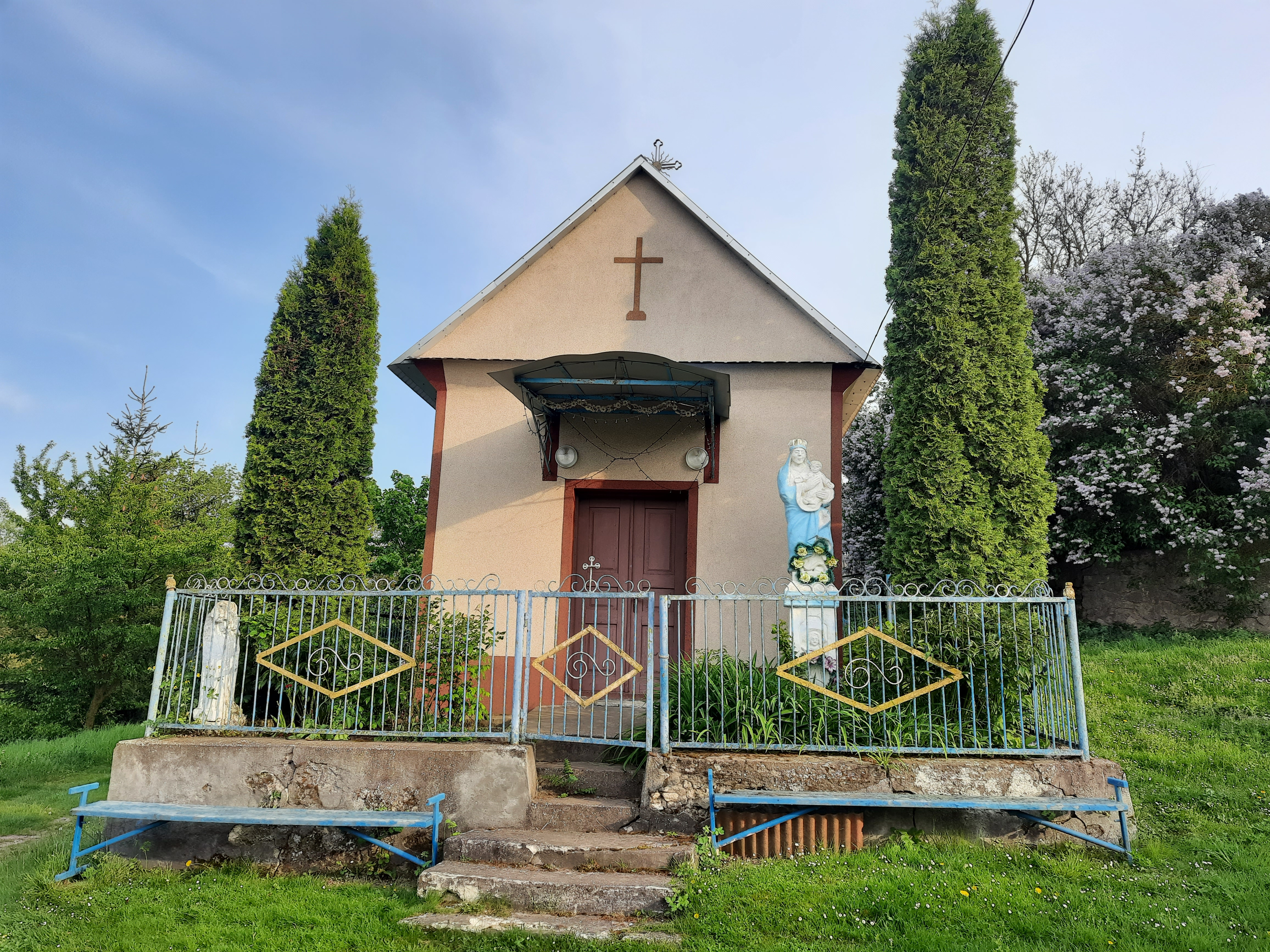
Капличка Пресвятої Богородиці
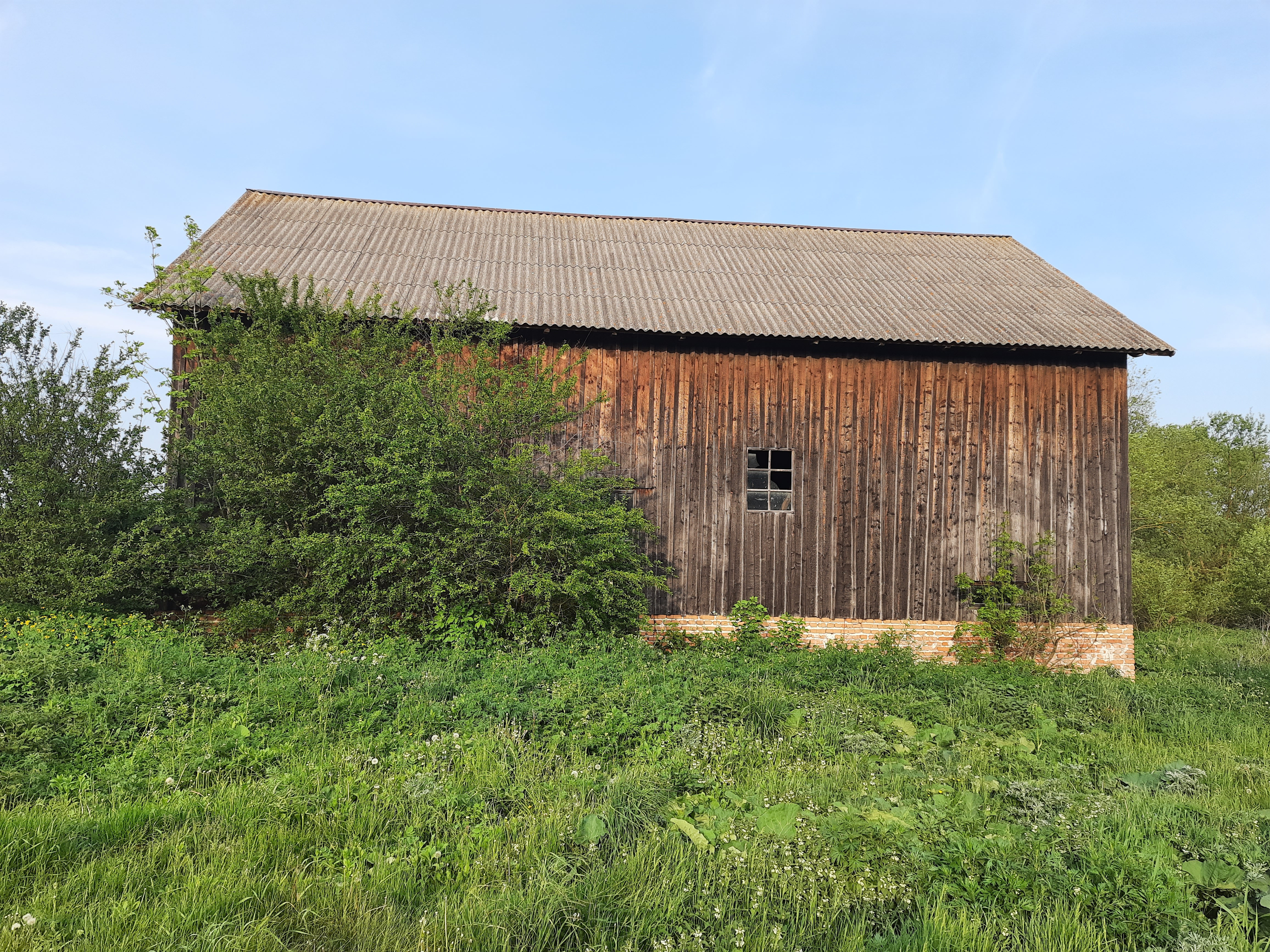
Старий дерев'яний млин
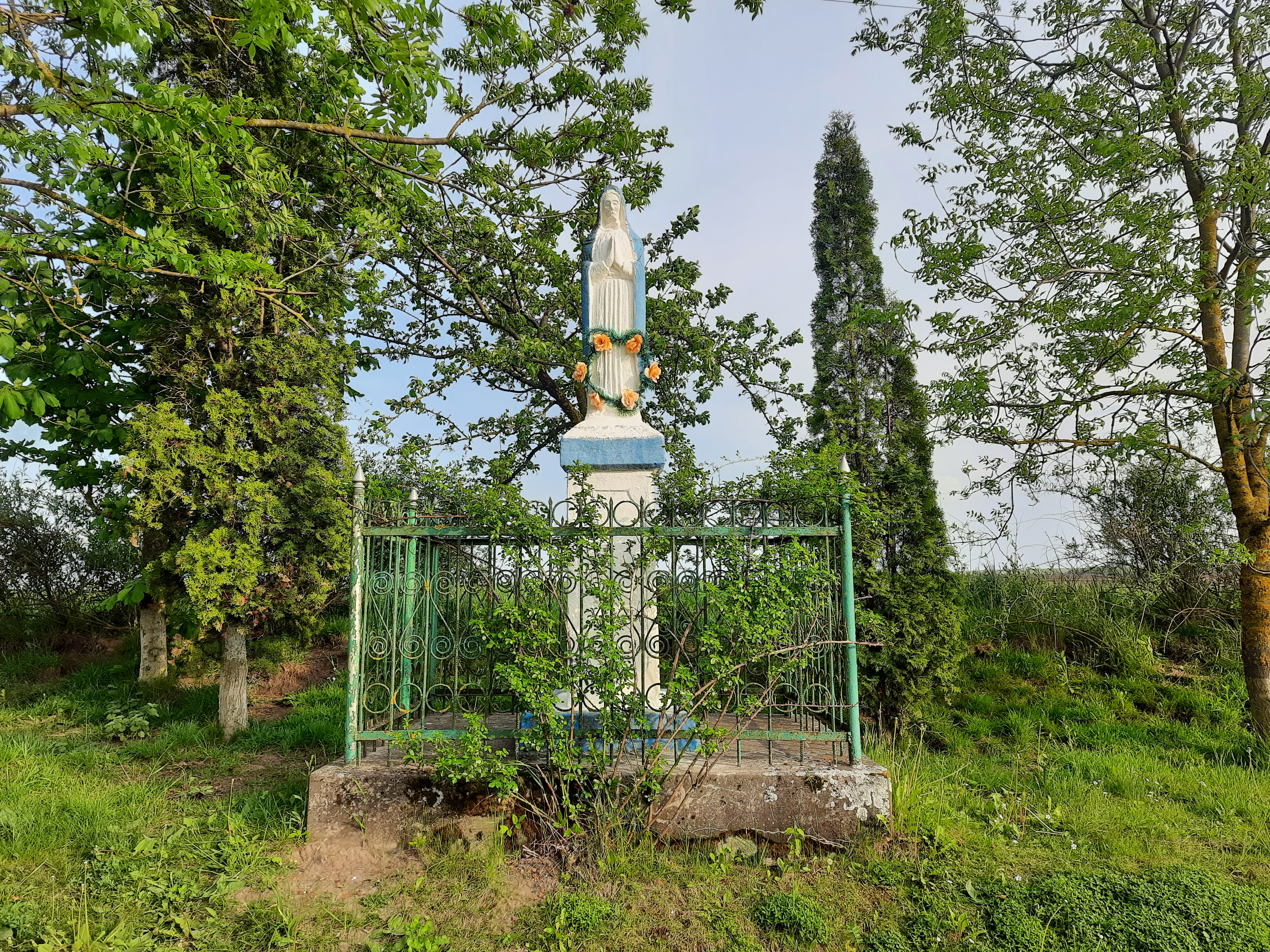
Статуя Божої Матері
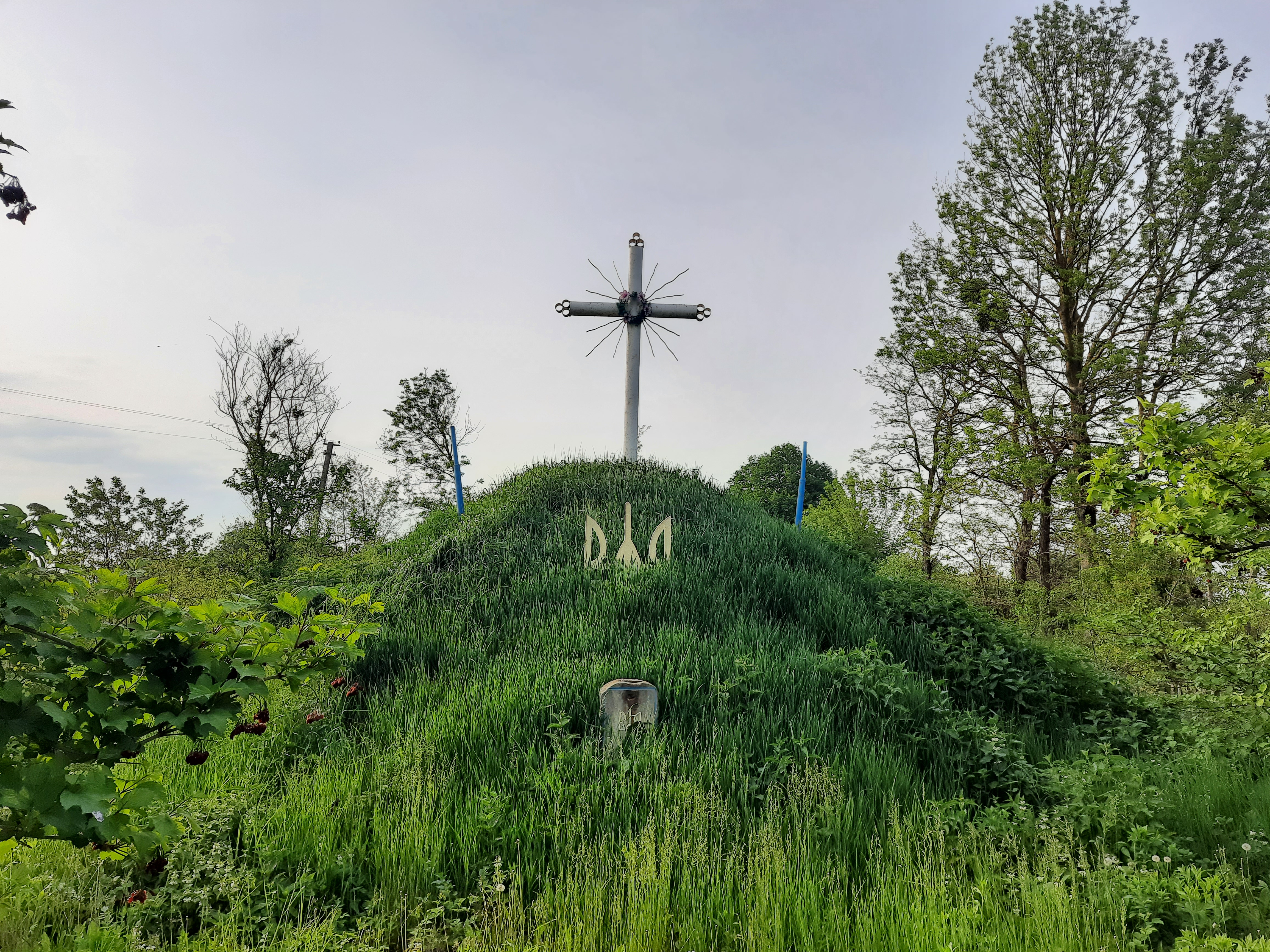
Символічна могила Борцям за волю України
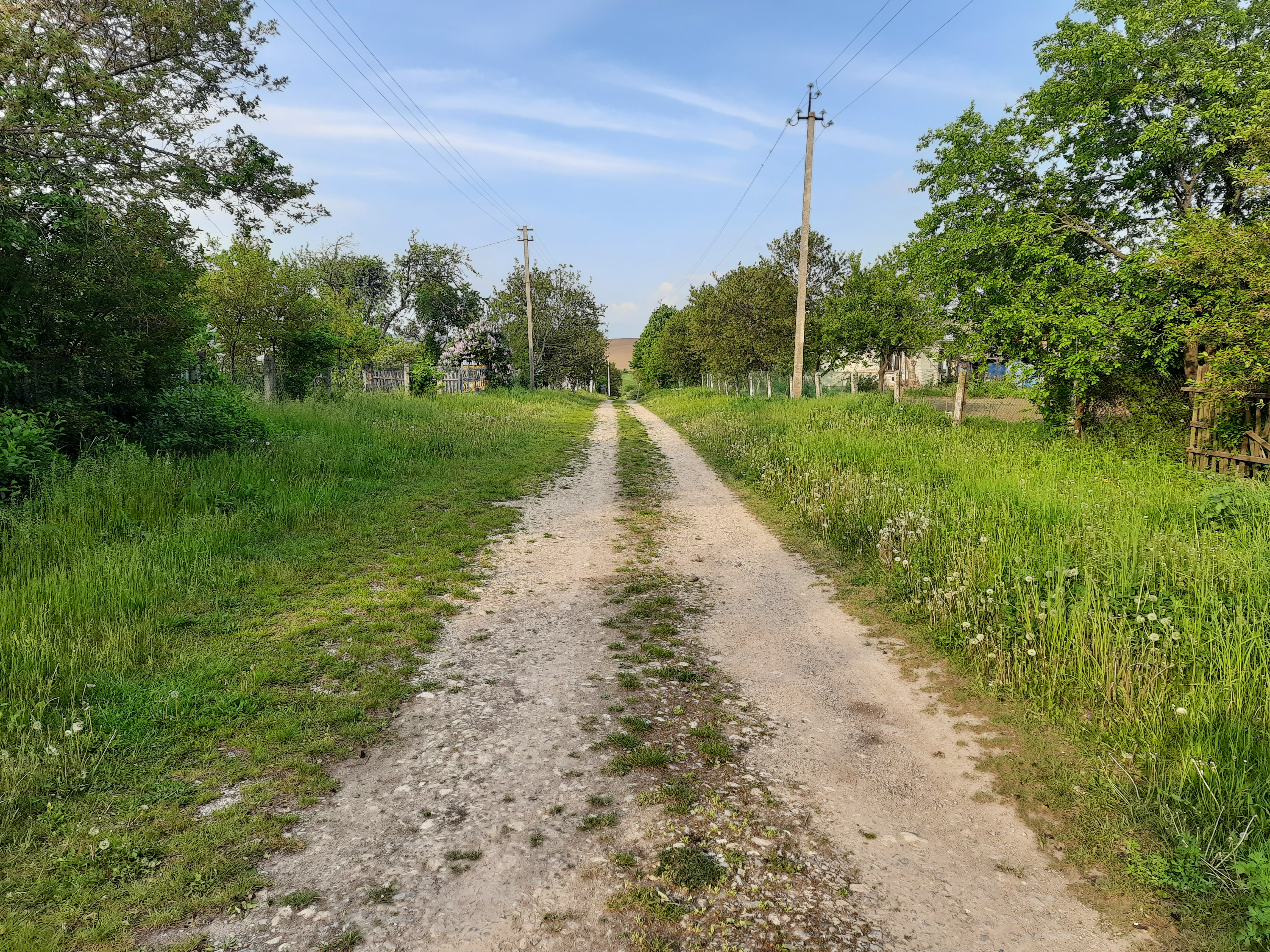
Сільська вулиця
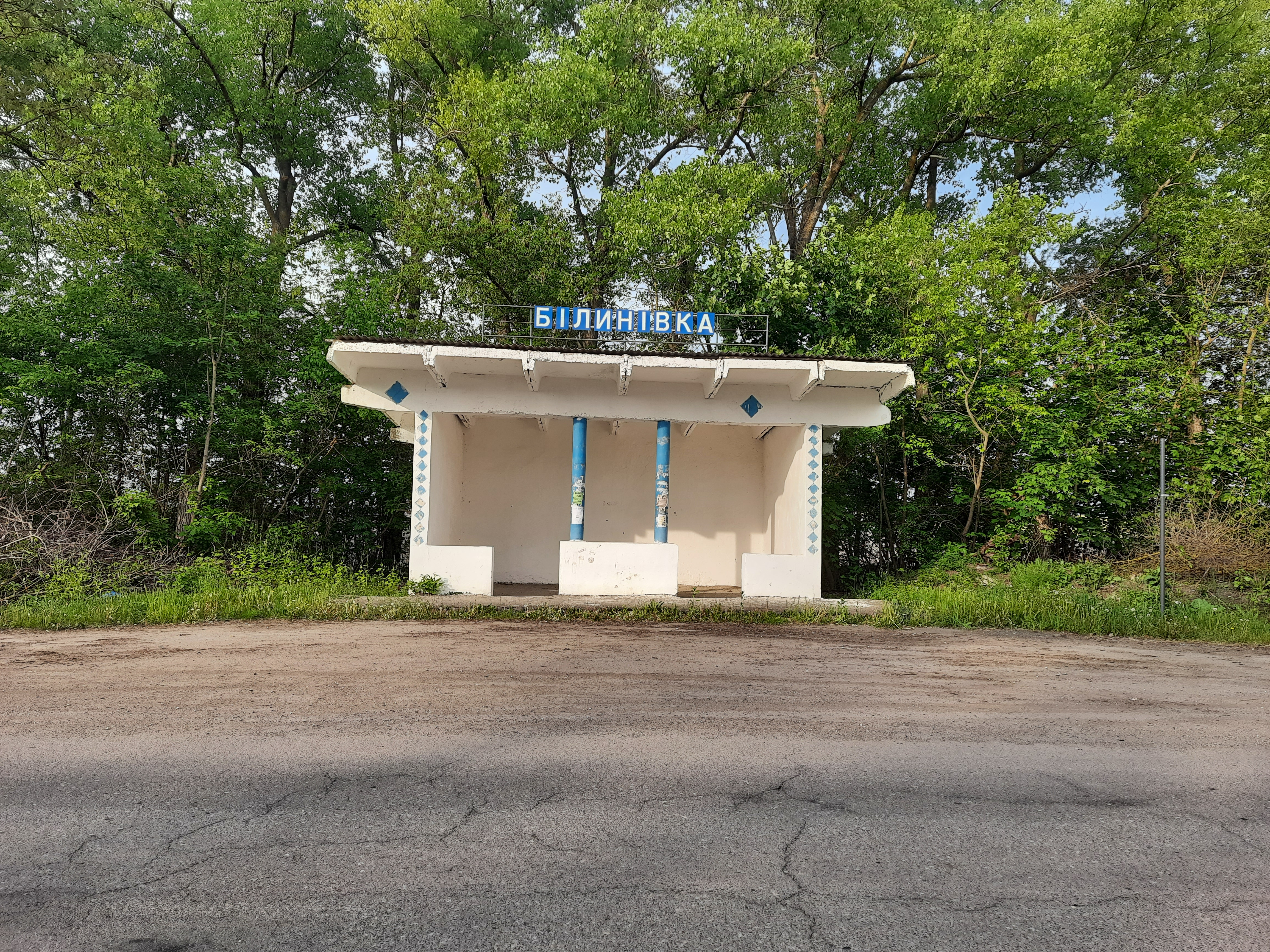
Автобусна зупинка біля села
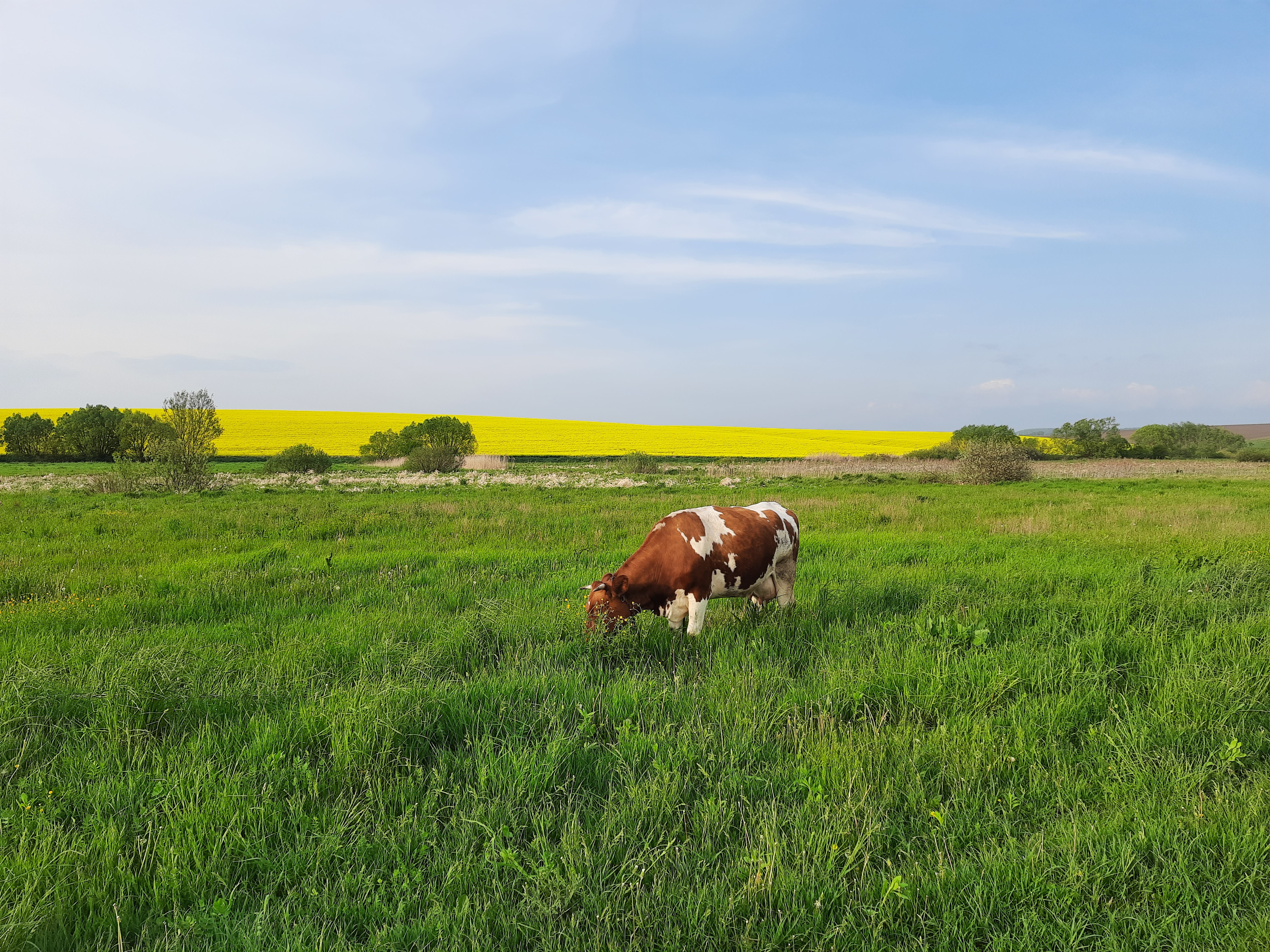
Краєвид біля села